# Първи кумановски народоосвободителен партизански батальон „Йордан Николов“
Първи кумановски народоосвободителен партизански батальон „Йордан Николов-Орце“ (на македонска литературна норма: Прв кумановски народоослободителен баталјон „Јордан Николов – Орце“) е комунистическа партизанска единица във Вардарска Македония, участвала в така наречената Народоосвободителна войска на Македония.

## Дейност
Батальонът е формиран на 1 декември 1943 година в Пелинце, Кумановско от 116 души от Скопско-кумановския народоосвободителен партизански отряд и от новопристигнали бойци. На 10 декември при село Дренък отрядът се сблъсква с 500 – 600 души от Вардарския четнически корпус и българска полиция, но успява да отбие атаката им. Бригадата участва в диверсантски акции по пътя Враня-Куманово-Романовце, сражения с българската полиция в Кратовско на 26 – 27 декември, Пелинце на 13 януари 1944 година и край Биляча, Прешевско на 7 февруари, където загива командира и Християн Тодоровски. Достига численост от 250 души с нови попълнения и се преобразува във Втори кумановски народоосвободителен батальон „Християн Тодоровски – Карпош“ на 22 февруари 1944 година в Байловце. На 26 февруари 1944 година в Жеглене се влива в новоформираната Трета македонска ударна бригада.

## Участници
- Исак Сион
- Християн Тодоровски-Карпош, командир на 1-ви кумановски батальон
- Антоние Филиповски – заместник-командир
- Томо Софрониевски – политически комисар
- Антоние Филиповски – политически комисар
- Вера Йоцич – заместник-политически комисар на 3-ти батальон
- Йордан Цеков – командир на чета
- Лиляна Манева – заместник-политически комисар на чета